# Buchanan County (Virginia)
Buchanan County ist ein County im Bundesstaat Virginia der Vereinigten Staaten. Bei der Volkszählung im Jahr 2020 hatte das County 20.355 Einwohner und eine Bevölkerungsdichte von 15,6 Einwohnern pro Quadratkilometer. Der Verwaltungssitz (County Seat) ist Grundy. Das County gehört zu den Dry Countys, was bedeutet, dass der Verkauf von Alkohol eingeschränkt oder verboten ist.

## Geographie
Buchanan County liegt fast im äußersten Westen von Virginia, grenzt im Norden an West Virginia, im Westen an Kentucky und hat eine Fläche von 1305 Quadratkilometern ohne nennenswerte Wasserfläche. Das County ist in sieben Verwaltungsdistrikte aufgeteilt: Garden, Hurricane, Knox, North Grundy, Prater, Rock Lick, und South Grundy. Es grenzt in Virginia im Uhrzeigersinn an folgende Countys: Tazewell County, Russell County und Dickenson County.

## Geschichte
Gebildet wurde es 1858 aus Teilen des Russell County und des Tazewell County. Benannt wurde es nach James Buchanan, dem 15. Präsidenten der USA. 1880 wurde aus Teilen des Buchanan County, Russel County und des Wise County das Dickenson County gebildet.

## Demografische Daten

Alterspyramide des Buchanan County

Nach der Volkszählung im Jahr 2000 lebten im Buchanan County 26.978 Menschen. Davon wohnten 1.205 Personen in Sammelunterkünften, die anderen Einwohner lebten in 10.464 Haushalten und 7.900 Familien. Die Bevölkerungsdichte betrug 21 Einwohner pro Quadratkilometer. Ethnisch betrachtet setzte sich die Bevölkerung zusammen aus 96,75 Prozent Weißen, 2,62 Prozent Afroamerikanern, 0,06 Prozent amerikanischen Ureinwohnern, 0,14 Prozent Asiaten und 0,10 Prozent aus anderen ethnischen Gruppen; 0,33 Prozent stammten von zwei oder mehr ethnischen Gruppen ab. 0,47 Prozent der Bevölkerung waren spanischer oder lateinamerikanischer Abstammung.
Von den 10.464 Haushalten hatten 30,6 Prozent Kinder und Jugendliche unter 18 Jahre, die bei ihnen lebten. 60,9 Prozent waren verheiratete, zusammenlebende Paare, 10,6 Prozent waren allein erziehende Mütter, 24,5 Prozent waren keine Familien, 22,5 Prozent waren Singlehaushalte und in 9,4 Prozent lebten Menschen im Alter von 65 Jahren oder darüber. Die Durchschnittshaushaltsgröße betrug 2,46 und die durchschnittliche Familiengröße lag bei 2,87 Personen.
Auf das gesamte County bezogen setzte sich die Bevölkerung zusammen aus 21,4 Prozent Einwohnern unter 18 Jahren, 8,5 Prozent zwischen 18 und 24 Jahren, 31,2 Prozent zwischen 25 und 44 Jahren, 27,5 Prozent zwischen 45 und 64 Jahren und 11,5 Prozent waren 65 Jahre alt oder darüber. Das Durchschnittsalter betrug 39 Jahre. Auf 100 weibliche Personen kamen 102,9 männliche Personen. Auf 100 Frauen im Alter von 18 Jahren oder darüber kamen statistisch 102,3 Männer.

Das jährliche Durchschnittseinkommen eines Haushalts betrug 22.213 USD, das Durchschnittseinkommen der Familien betrug 27.328 USD. Männer hatten ein Durchschnittseinkommen von 29.540 USD, Frauen 17.766 USD. Das Prokopfeinkommen betrug 12.788 USD. 19,8 Prozent der Familien und 23,2 Prozent der Bevölkerung lebten unterhalb der Armutsgrenze. Davon waren 30,2 Prozent Kinder oder Jugendliche unter 18 Jahre und 16,9 Prozent waren Menschen über 65 Jahre.